# Stefan Seiffert
Stefan Seiffert (* 23. Juni 1961 in Büttgen, Niederrhein) ist ein deutscher Designer. Seine bekannteste Arbeit als Fahrzeugdesigner ist das Concept Car VW Chico.

## Leben
Stefan Seiffert studierte Industrial Design an der Bergischen Universität Wuppertal. Als Diplomarbeit präsentierte er ein ultraleichtes Solarmobil. Ende der 1980er Jahre war er als Werkspraktikant bei General Motors in Rüsselsheim tätig und arbeitete für die Marken Opel und Lotus. Während seiner Studienzeit gewann er zahlreiche Design-Wettbewerbe.
Unmittelbar nach Studienabschluss war er von 1988 bis 1993 Projektleiter im Concept Design bei Volkswagen und als Exterior Designer für das Konzeptfahrzeug VW Chico verantwortlich. Seit 1995 folgten Projekte als Freischaffender (Seiffert de Signe) mit einem eigenen Team.
Von 1992 bis 2000 lehrte Stefan Seiffert als Dozent an der Hochschule für Bildende Künste Braunschweig im Studiengang Industrial Design für das Studienfach Transportation Design. Im Studiengang Architektur unterrichtete er in den Fächern Grundlagen der Gestaltung und Darstellungstechniken an der Universität Hannover von 1993 bis 1996. In den Jahren 2001 bis 2005 folgte eine Lehrtätigkeit an der renommierten Royal College of Art in London im Bereich Fahrzeugdesign (vehicle design).

## Werk

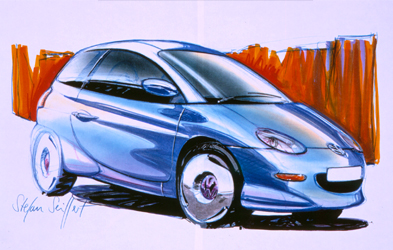
VW Chico, Exterior Designstudie von Stefan Seiffert

Durch das damals innovative Design und mit dem umweltfreundlichen Elektro- oder Hybridantrieb brach der VW Chico als eines der Konzeptfahrzeuge von Volkswagen die bisherigen Autoklassen auf. Der Schritt zum Onebox-Prinzips und die Verjüngung der Fahrzeugform ab der A-Säule nach hinten ähnlich der Tropfenform brachten dem Kleinstwagen-Prototyp eine optimale Aerodynamik. In Presse- und Fachkreisen avancierte die Formgebung zur Avantgarde des Fahrzeugdesigns der frühen 1990er Jahre.
1992/93 entwarf Seiffert im VW-Konzern maßgebliche Designstudien zum „Swatch-Auto“ – das Vorprojekt vom Smart. Nachdem VW aus dem Projekt ausstieg behielt auch Mercedes Benz Seifferts Grundidee der sichtbaren Sicherheitszelle bei.
Das Fahrzeugdesign weiterhin im Fokus entwickelte und baute er fahrbare Prototypen: Von 2001 bis 2005 arbeitete er für das Smart-Design-Team. 2002 stellte er mit seinem Team den BeeCar fertig, einen extravaganten Caravan als Einzelstück für den Scheich von Katar.
Im Jahr 2005 entwickelte er das Design des Leichtbaurennwagens Seat Leon.
Durch das Zusammenwirken von Produktdesign und Skulpturenbau in Seifferts Arbeiten erweiterte sich sein Portfolio um skulpturale Möbelstücke, Mode und Kunstobjekte. Für das Ozeaneum Stralsund und Greenpeace war Seiffert 2007/2008 als Künstler im Team der Skulpturenbauer für die Wal-Skulpturen „1:1 Riesen der Meere“ tätig.
Seit 2016 entwickelt und baut Seiffert Seifenkisten. Seifferts Innovation ist die aerodynamische Form der Seifenkiste mit Aussparungen am Kopfteil ähnlich wie bei Formel-1-Autos und das Integrieren des sogenannten Kammhecks, eine Entwicklung des führenden Kraftfahrzeug-Aerodynamiker Wunibald Kamm.
Die Modelle für unterschiedliche Altersklassen in Leichtbau aus einem Holz-Kunststoff-Mix erreichen die vorderen Ränge in den Rennen zur Deutschen Meisterschaft des Deutschen Seifenkistenverbands DSKD e.V. und der Seifenkisten-Europameisterschaft.

## TV-Berichte
- VOX: Seifenkisten-Bau, dreiteilige Serie. In: auto mobile. Das VOX Automagazin. 4. September 2016, abgerufen am 2. September 2020.